# Instrumentale muziek
Instrumentale muziek in tegenstelling tot vocale muziek, is muziek waarbij geen gebruik wordt gemaakt van zangstemmen maar uitsluitend van muziekinstrumenten. Ook in een composities waar wel gezongen wordt, zijn vaak instrumentale gedeeltes te horen, veelal in de vorm van een instrumentaal intermezzo. De meeste muziekstijlen kennen zowel vocale als instrumentale stukken.
De Engelse term instrumental wordt vaak gebruikt om een nummer aan te duiden dat volledig instrumentaal is, vooral voor nummers op een album in een genre waar hoofdzakelijk vocale muziek voorkomt. Soms verschijnen op albums ook een exacte kopieën van gezongen nummer, maar zonder de zang erbovenop. De term wordt vooral gebruikt met betrekking tot populaire muziek; bepaalde muziekstijlen zoals jazz, blues, elektronische muziek en veel klassieke muziek maken weinig gebruik van de menselijke stem.
A capella zingen kan als het tegenovergestelde van instrumentale muziek beschouwd worden: alle klanken worden voortgebracht door het menselijk lichaam zonder extra instrumenten. Beatboxen idem.
De vroege kerkvaders weerden aanvankelijk instrumentale muziek van openbare erediensten. Zij meenden dat muziek zonder woorden de geest niet ontvankelijk maakte voor de christelijke leer, en ook niet tot vrome gedachten leidde. 